# Thomisus laglaizei
Thomisus laglaizei là một loài nhện trong họ Thomisidae.
Loài này thuộc chi Thomisus. Thomisus laglaizei được Eugène Simon miêu tả năm 1877.